# 陳魁
陳魁（1497年—？），字梅甫，四川儀衛司籍順慶府隣水縣人，明朝政治人物。

## 生平
嘉靖四年（1525年）乙酉科四川鄉試第五十八名舉人，十一年（1532年）中式壬辰科會試第一百七十二名，三甲第五十名進士。吏部觀政，授江西泰和縣知縣，十三年（1534年）任江西鄉試謄錄官，升戶部主事、分司昌平。

## 家族
曾祖陳實；祖父陳穩；父陳文，母辛氏。具慶下。兄陳志、陳惠。